# Tentlingen
Tentlingen (fr. Tinterin, frp. Tinterin) – gmina (fr. commune; niem. Gemeinde) w Szwajcarii, w kantonie Fryburg, w okręgu Sense. 

## Demografia
W Tentlingen mieszka 1 349 osób. W 2020 roku 10,8% populacji gminy stanowiły osoby urodzone poza Szwajcarią.

## Transport
Przez teren gminy przebiega droga główna nr 178. 